# Langenmosen
Langenmosen er en kommune i landkreis Neuburg-Schrobenhausen i regierungsbezirk Oberbayern, i den tyske delstat Bayern. Den er en del af Verwaltungsgemeinschaft Schrobenhausen.

## Inddeling
- Langenmosen (1.174 indbyggere)
- Winkelhausen (151 indbyggere)
- Malzhausen (146 indbyggere)
- Grabmühle (8 indbyggere)